# Дінчжоу
Дінчжоу (кит. спр. 定州市, піньїнь: Dìngzhōu Shì) — місто-повіт в китайській провінції Хебей, складова міста Баодін.

## Географія
Дінчжоу розташовується на півдні префектури, лежить на Великій Китайській рівнині.

### Клімат
Місто знаходиться у зоні, котра характеризується вологим континентальним кліматом зі спекотним літом. Найтепліший місяць — липень із середньою температурою 26.9 °C (80.4 °F). Найхолодніший місяць — січень, із середньою температурою -3.2 °С (26.2 °F).
| Клімат Дінчжоу          | Клімат Дінчжоу | Клімат Дінчжоу | Клімат Дінчжоу | Клімат Дінчжоу | Клімат Дінчжоу | Клімат Дінчжоу | Клімат Дінчжоу | Клімат Дінчжоу | Клімат Дінчжоу | Клімат Дінчжоу | Клімат Дінчжоу | Клімат Дінчжоу | Клімат Дінчжоу |
| Показник                | Січ.           | Лют.           | Бер.           | Квіт.          | Трав.          | Черв.          | Лип.           | Серп.          | Вер.           | Жовт.          | Лист.          | Груд.          | Рік            |
| Середня температура, °C | −3,2           | −0,6           | 6,7            | 14,6           | 20,9           | 25,6           | 26,9           | 25,5           | 20,6           | 14,1           | 5,8            | −1,2           | 13             |
| Норма опадів, мм        | 2.6            | 6.5            | 8.6            | 20             | 33             | 56.1           | 145.3          | 155.2          | 45.6           | 25.4           | 12.1           | 3.4            | 513.8          |
| Днів з опадами          | 1,8            | 3,2            | 3,3            | 4,9            | 5,2            | 8              | 13,8           | 12,1           | 7,8            | 6,1            | 4,5            | 2,1            | 72,8           |
| Вологість повітря, %    | 53.1           | 53             | 51.8           | 50             | 53.2           | 57             | 73.8           | 77.4           | 70             | 66.8           | 63.5           | 59.2           | 60.7           |
| ----------------------- | -------------- | -------------- | -------------- | -------------- | -------------- | -------------- | -------------- | -------------- | -------------- | -------------- | -------------- | -------------- | -------------- |
| Джерело: Weatherbase    |                |                |                |                |                |                |                |                |                |                |                |                |                |